# Longar
Longar je bio Ilirski kralj iz plemena Dardanaca od 231. do 206. pr. Kr.
Livije prenosi da je Longar, prvi koji je imenom bio vladar Dardanaca, sam rukovodio napadom kada je 231. godine pr. Kr. napao makedonskog kralja Demetrija II. Nakon pogibije Demetrija II., Peonija je potpala pod vlast Dardanaca. Longar je imao sina koji se zvao Baton. Livije je o ovom Batonu zapisao da je bio saveznik Rimljana u ratu protiv Filipa Makedonskog oko 200. godine pr. Kr.